# Paul Hession (Leichtathlet)

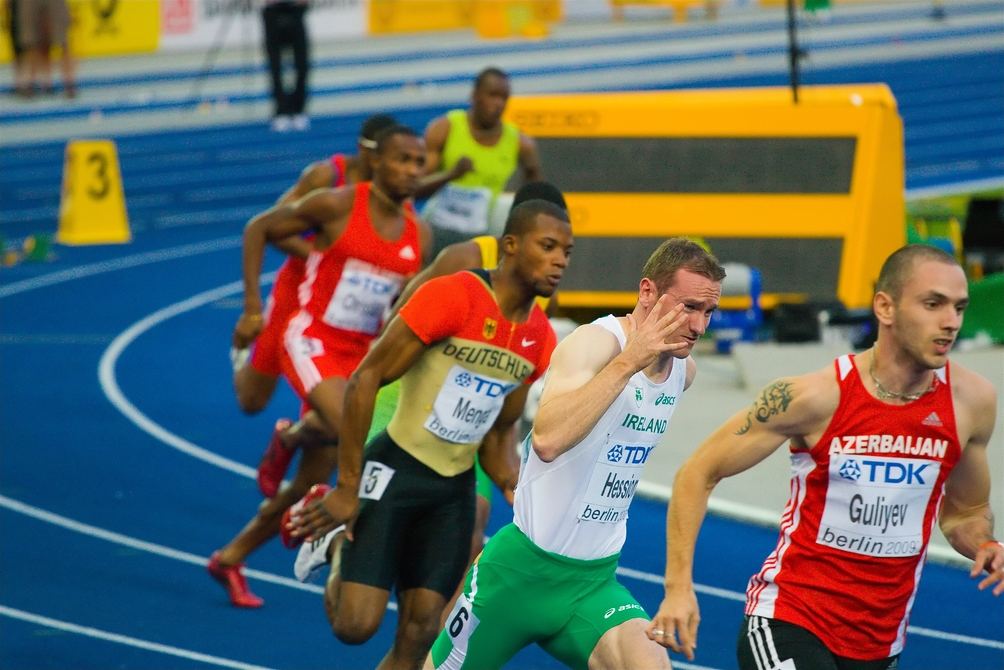
Paul Hession (im weißen Trikot) bei den Weltmeisterschaften 2009 in Berlin

Paul Hession (* 27. Januar 1983 in Athenry) ist ein irischer Sprinter.
Über 200 Meter schied er bei den Europameisterschaften 2002 in München im Vorlauf aus, gewann Silber bei der Universiade 2003 in Daegu und scheiterte bei den Hallenweltmeisterschaften 2004 in Budapest in der ersten Runde.
2005 erreichte er über 200 Meter bei den Halleneuropameisterschaften in Madrid das Halbfinale und bei den Weltmeisterschaften in Helsinki das Viertelfinale. Bei der Universiade in İzmir holte er Bronze.
Bei den Europameisterschaften 2006 in Göteborg gelangte er über 200 Meter ins Halbfinale.
2007 wurde er bei den Halleneuropameisterschaften in Birmingham Siebter über 60 Meter, erreichte bei den Weltmeisterschaften in Ōsaka über 200 Meter das Halbfinale und wurde Achter beim Leichtathletik-Weltfinale.
2008 kam er über 200 Meter bei den Olympischen Spielen in Peking ins Halbfinale und wurde Zweiter beim Leichtathletik-Weltfinale.
2009 verpasste er bei den Halleneuropameisterschaften in Turin über 60 Meter knapp den Einzug ins Finale. Über 200 Meter erreichte er bei den Weltmeisterschaften in Berlin das Halbfinale und wurde Fünfter beim Leichtathletik-Weltfinale.
Ebenfalls über 200 Meter wurde er bei den Europameisterschaften 2010 in Barcelona Sechster und schied bei den Weltmeisterschaften 2011 in Daegu im Vorlauf aus.
2012 wurde er über 200 Meter Achter bei den Europameisterschaften in Helsinki und kam bei den Olympischen Spielen in London nicht über die erste Runde hinaus.

## Persönliche Bestzeiten
- 60 m (Halle): 6,61 s, 3. März 2007, Birmingham (irischer Rekord)
- 100 m: 10,18 s, 23. Juni 2007, Vaasa (irischer Rekord)
- 200 m: 20,30 s, 21. Juli 2007, Dublin (irischer Rekord)
  - Halle: 20,80 s, 5. März 2005, Madrid